# ISO 3166-2:GD

کد ISO 3166-2:GD

کد ISO 3166-2:GD بخشی از استاندارد ایزو ۳۱۶۶ برای کشور گرنادا است که توسط سازمان بین‌المللی استانداردسازی ISO تنظیم شده‌است این سازمان، کدهای استاندارد را برای تقسیمات کشوری (ایالت‌ها یا استان‌های) کشورهای فهرست شده در استاندارد ایزو ۳۱۶۶-۱ تعریف می‌کند.
هر کد شامل دو بخش می‌گردد که توسط علامت - جدا می‌گردند.
- بخش نخست GD که در ایزو ۳۱۶۶-۱ آلفا-۲ کد کشور گرنادا است.
- بخش دوم شامل یک یا دو یا سه حرف است که بیان‌کننده استان یا ایالت کشور گرنادا می‌باشد.

## کدها
| کدها  | بخش                           |
| ----- | ----------------------------- |
| GD-01 | Saint Andrew Parish, Grenada  |
| GD-02 | Saint David Parish, Grenada   |
| GD-03 | Saint George Parish, Grenada  |
| GD-04 | Saint John Parish, Grenada    |
| GD-05 | Saint Mark Parish, Grenada    |
| GD-06 | Saint Patrick Parish, Grenada |
| GD-10 | Carriacou e Petite Martinique |